# 재소금지원칙
재소금지의 원칙이란 어떠한 사건에 관하여 최종판결이 있은 뒤에는 다시 소송을 제기할 수 없다는 민사소송법상의 원칙이다. 또한 소송을 취하한 경우에도 적용되며, 이는 소송의 취하로 인한 최종판결을 농락하거나 소송을 취하하는 것의 남용에 대한 제재의 의미이다. 재소금지는 변론종결한 뒤의 특정승계인도 포함된다.

## 조건
소송을 제기한 후 판결을 받은 다음 소송을 취하하였거나, 똑같은 소송을 다시 제기하였을 경우 해당된다.

## 판례
- 민사소송법 제267조 제2항은 "본안에 대한 종국판결이 있은 뒤에 소를 취하한 사람은 같은 소를 제기하지 못한다."라고 규정하고 있는바, 이는 소취하로 인하여 그 동안 판결에 들인 법원의 노력이 무용화되고 종국판결이 당사자에 의하여 농락당하는 것을 방지하기 위한 제재적 취지의 규정이므로, 본안에 대한 종국판결이 있은 후 소를 취하한 자라 할지라도 이러한 규정의 취지에 반하지 아니하고 소제기를 필요로 하는 정당한 사정이 있다면 다시 소를 제기할 수 있다[1].

## 참고 문헌
- 전병서, 민사소송법, 2012.

## 같이 보기
- 대한민국 민사소송법 제240조